# 会东县
会东县是中国四川省凉山彝族自治州所辖的一个县。总面积3227平方公里，2020年11月1日常住人口346082人。

## 行政区划
会东县下辖2个街道办事处、13个镇、4个乡：
鱼城街道、金江街道、鲹鱼河镇、铅锌镇、堵格镇、姜州镇、乌东德镇、淌塘镇、铁柳镇、嘎吉镇、满银沟镇、新街镇、鲁吉镇、大崇镇、松坪镇、老君滩乡、江西街乡、溜姑乡和野租乡。

## 区划沿革
2013年1月，会东县按照省政府的批复，撤销新马乡、洛佐乡和鹿鹤村乡，设立乌东德镇，镇人民政府驻原新马乡麻栎村，辖原新马乡、洛佐乡和鹿鹤村乡所属行政区域；撤销姜州乡和中心乡，设立姜州镇，镇人民政府驻原姜州乡姜州村，辖原姜州乡和中心乡所属行政区域。  
2013年6月，会东县按照省政府的批复，撤销堵格乡、火山乡和坪塘乡，设立堵格镇；撤销淌塘乡、普咩乡，设立淌塘镇。 
2014年5月，经四川省人民政府批复同意。会东县共撤销24个乡、设立8个乡镇。2014年，会东县辖10个镇、20个乡：会东镇、铅锌镇、乌东德镇、姜州镇、堵格镇、淌塘镇、铁柳镇、松坪镇、新街镇、嘎吉镇、老君滩乡、拉马乡、野租乡、小岔河乡、撒者邑乡、新云乡、长新乡、小坝乡、江西街乡、发箐乡、铁厂沟乡、新龙乡、红果乡、鲁吉乡、溜姑乡、大崇乡、黑嘎乡、文箐乡、野牛坪乡、黄坪乡。
2015年8月，会东县撤销铅锌镇、小街乡、老口乡、岔河乡、双堰乡，设立新的铅锌镇，辖原铅锌镇、小街乡、老口乡、岔河乡、双堰乡所属行政区域，镇人民政府驻油房村；撤销铁柳乡、龙树乡、可河乡、火石乡，设立铁柳镇，辖原铁柳乡、龙树乡、可河乡、火石乡所属行政区域，镇人民政府驻新房村；撤销嘎吉乡、柏岩乡，设立嘎吉镇，辖原嘎吉乡、柏岩乡所属行政区域，镇人民政府驻嘎吉村；撤销松坪乡、新山乡、干海子乡，设立松坪镇。松坪镇辖原松坪乡、新山乡、干海子乡和野牛坪乡官村村、陈家湾村、大梨树村所属行政区域，镇人民政府驻下海子村；撤销新街乡、马龙乡、红岩乡，设立新街镇，辖原新街乡、马龙乡、红岩乡所属行政区域，镇人民政府驻新街村；撤销野租乡、雪山乡、柏杉乡，设立新的野租乡，辖原野租乡、雪山乡、柏杉乡所属行政区域，乡人民政府驻下野租村；撤销拉马乡、鲁南乡、海坝乡，设立新的拉马乡，辖原拉马乡、鲁南乡、海坝乡所属行政区域，乡人民政府驻海坝村；撤销新田乡、岩坝乡，设立老君滩乡，并将黄坪乡吴家坪村划归老君滩乡管辖。老君滩乡辖原新田乡、岩坝乡和原黄坪乡吴家坪村所属行政区域，乡人民政府驻井山村；撤销发箐乡、铁厂沟乡、黄坪乡，设立满银沟镇，辖原发箐乡、铁厂沟乡、黄坪乡所属行政区域，镇人民政府驻发窝村；撤销大崇乡、黑嘎乡，设立大崇镇，辖原大崇乡、黑嘎乡所属行政区域，镇人民政府驻崇兴村；撤销鲁吉乡、文箐乡，设立鲁吉镇，辖原鲁吉乡、文箐乡所属行政区域，镇人民政府驻鲁吉村；撤销会东镇、新云乡、长新乡、小岔河乡、撒者邑乡，设立鲹鱼河镇，辖原会东镇、新云乡、长新乡、小岔河乡、撒者邑乡所属行政区域，镇人民政府驻杉松村；撤销江西街乡、红果乡、新龙乡，设立新的江西街乡，辖原江西街乡、红果乡、新龙乡所属行政区域，乡人民政府驻戈衣村。至此会东县辖13个镇、7个乡：鲹鱼河镇、铅锌镇、乌东德镇、姜州镇、堵格镇、淌塘镇、铁柳镇、松坪镇、新街镇、嘎吉镇、满银沟镇、大崇镇、鲁吉镇、江西街乡、野租乡、拉马乡、老君滩乡、小坝乡、野牛坪乡、溜姑乡。

## 历史
清雍正六年（1728年），在西昌设宁远府，东川府改属云南省，今会东大部分地区属宁远府，东部金沙江沿岸的松坪、淌塘区域属东川府。嘉庆十六年（1811年）设巧家厅，今会东县东部地区属云南巧家厅的善长里。民国元年（1912年），会东县原属会理县东部地区改为会理州洼乌分州，会东的东部地区属云南省巧家县。民国二年（1913年），改会理州为会理县，改洼乌分州为洼乌分县仍隶属于会理县。民国二十四年（1935年），撤销洼乌分县改为会理县第四区，不久又改名为鲹鱼区。
1950年3月23日，会东全境解放。1952年7月1日，析会理县东部地区和云南省巧家县二区金沙江以西部分地区建立会东县，县政府驻鲹鱼坝（今鲹鱼河镇），隶属西康省西昌专员公署。1978年10月，撤西昌地区并入凉山彝族自治州，会东县改属凉山州。

## 人口与民族构成
截至2018年底，会东县总人口达42.78万人，共有11.56万户，户均3.7人。其中乡村人口33.54万人，占总人口的78.4%；城镇人口9.24万人，占总人口的21.6%。汉族38.7万人，占总人口的90.46%；彝族3.39万人，占总人口的7.92%；其他少数民族0.69万人，占总人口的1.62%。

## 交通
- 353国道过境。

## 特产
会东松籽、会东块菌：中国地理标志产品。